# Shumpei Inoue
Shumpei Inoue, és un exfutbolista japonès.

## Selecció japonesa
Shumpei Inoue va disputar 1 partits amb la selecció japonesa.